# Анджело Скурі
Анджело Скурі (італ. Angelo Scuri, нар. 24 грудня 1959, Флоренція, Італія) — італійський фехтувальник на рапірах, олімпійський чемпіон 1984 року, чемпіон світу.

## Виступи на Олімпіадах
| Олімпіада         | Дисципліна      | Місце |
| ----------------- | --------------- | ----- |
| Лос-Анджелес 1984 | командна рапіра | 1     |